# 尤里卡星

(5261) 尤里卡是人類發現的第一顆火星特洛伊小行星，它是帕洛馬山天文台的天文學家大衛·李維與亨利·霍特於1990年6月20日發現的。它尾隨在火星後方的L5點，在每個週期中與火星的距離變化只有0.3天文單位（添加上長期變化，在1850年代的距離變化在1.5-1.8天文單位，在2400年是1.3-1.6天文單位）。與地球、金星和木星的最近距離分別為0.5、0.8和3.5天文單位。
自從(5261) 尤里卡被發現之後，小行星中心已經確認三顆小行星是火星特洛伊：(121514) 1999 UJ7在L4，1998 VF31在L5點，和2007 NS2也在L5點。至少還有其它五顆小行星有著接近1:1的共振，但是它們並未顯示出特洛伊的行為。這些小行星是2001 FR127、 2001 FG24、(36017) 1999 ND43、 1998 QH56和(152704) 1998 SD4。
(5261) 尤里卡的紅外線光譜是典型的A-型小行星，但是可見光的光譜包含一些離析的，被稱為鈦輝無粒隕石的無粒隕石。A-型小行星在色調上是紅的色彩，有著中等的反照率。這顆穩定的小行星深陷在火星的拉格朗日帶內，被認為是表示這顆小行星是原始起源的 －意思是在太陽系的歷史中這顆小行星絕大部分都在這樣的軌道中。

## 火星特洛伊
L4 ：
- (121514) 1999 UJ7

L5 ：
- (5261) 尤里卡
- (101429) 1998 VF31
- 2001 DH47
- (311999) 2007 NS2
- 2011 SC191
- 2011 UN63

候選者：
- 2011 SL25

## 外部連結
- The co-orbital asteroids of Mars （页面存档备份，存于） A simulation and animation showing Mars's co-orbital and near co-orbital asteroids